# La Cienega/Jefferson (métro de Los Angeles)
La Cienega/Jefferson est une station du métro de Los Angeles desservie par les rames de la ligne E et située à la jonction des quartiers West Adams et Baldwin Hills à Los Angeles en Californie.

## Situation sur le réseau
Station aérienne du métro de Los Angeles, La Cienega/Jefferson est située sur une section de la ligne E à l'intersection de Jefferson Boulevard et de La Cienega Boulevard qui se trouve à la limite de deux quartiers, soit West Adams au nord et Baldwin Hills au sud, le tout est situé au sud-ouest de Downtown Los Angeles.

## Histoire
En service de 1875 à 1953 en tant que gare des réseaux de chemin de fer Los Angeles and Independance et Pacific Electric, la station La Cienega/Jefferson est remise en service le 28 avril 2012, lors de l'ouverture de la ligne E. Auparavant, la station était nommée Sentous.

## Services aux voyageurs

### Desserte
La Cienega/Jefferson est desservie par les rames de la ligne E du métro.

### Intermodalité
La station est desservie par les lignes d'autobus 38, 105, 217 et 705 de Metro et de la ligne 4 de Culver City Bus (en).

## Art dans la station
Une œuvre de l'artiste Daniel Gonzalez nommée Engraved Memory orne la station, celle-ci consiste en plusieurs représentations sur céramique de l'histoire autour du ruisseau Ballona (en), petit cours d'eau traversant ce secteur de la ville.